# Liste der Monuments historiques in Fromentières (Marne)
Die Liste der Monuments historiques in Fromentières führt die Monuments historiques in der französischen Gemeinde Fromentières auf.

## Liste der Objekte
| Bezeichnung                        | Beschreibung | Standort                           | Kennzeichnung | Schutzstatus | Datum | Bild           |
| ---------------------------------- | --- | ---------------------------------- | ------------- | ------------ | ----- | -------------- |
| Skulptur Heiliger Stefan           | Holz, farbig gefasst, 15. Jahrhundert                                                                                          | in der Kirche Ste-Madeleine (Lage) | PM51000438    | Classé       | 1974  |                |
| Wandvertäfelung der Chorraums      | Holz, 18. Jahrhundert | in der Kirche Ste-Madeleine (Lage) | PM51003388    | Inscrit      | 1998  |                |
| Maria-Magdalena-Altar              | ehemaliger Hauptaltar, jetzt rechter Seitenaltar; Altartisch, Retabel und Gemälde; Holz, Ölfarbe auf Leinwand, 18. Jahrhundert | in der Kirche Ste-Madeleine (Lage) | PM51003387    | Inscrit      | 1998  |                |
| Zelebrantenstuhl                   | Holz, weiß gefasst, zweite Hälfte des 18. Jahrhunderts                                                                         | in der Kirche Ste-Madeleine (Lage) | PM51000439    | Classé       | 1974  |                |
| Bodenfliesen                       | Keramik, 14. und 15. Jahrhundert                                                                                               | in der Kirche Ste-Madeleine (Lage) | PM51003651    | Inscrit      | 1996  |                |
| Leben-Christi-Retabel              | Schnitzretabel; Holz, farbig gefasst und vergoldet, sowie Ölfarbe auf Holz, 16. Jahrhundert                                    | in der Kirche Ste-Madeleine (Lage) | PM51000437    | Classé       | 1881  | weitere Bilder |
| Altarkreuz und sechs Altarleuchter | Metall, versilbert, 19. Jahrhundert                                                                                            | in der Kirche Ste-Madeleine (Lage) | PM51002511    | Inscrit      | 1977  |                |